# كارل فون ريتشهوفن
كارل فون ريتشهوفن (بالألمانية: Karl von Richthofen)‏ (و. 1811 – 1888 م) هو قانوني، وأستاذ جامعي، ومؤرخ، وسياسي ألماني، توفي عن عمر يناهز 77 عاماً.